# كيم هيرولد
كيم هيرولد (بالفنلندية: Kim Herold)‏ هو مغن مؤلف ومغني وعارض فنلندي، ولد في 22 ديسمبر 1979.

## وصلات خارجية
- كيم هيرولد على موقع ميوزك برينز (الإنجليزية)
- كيم هيرولد على موقع أول ميوزيك (الإنجليزية)
- كيم هيرولد على موقع ديسكوغز (الإنجليزية)